# Pinty bülbül
A pinty bülbül (Spizixos canifrons) a verébalakúak (Passeriformes) rendjébe, ezen belül a bülbülfélék (Pycnonotidae) családjába és a Spizixos nembe tartozó faj. 19-22 centiméter hosszú. Banglades, Kína, India, Mianmar, Laosz, Thaiföld és Vietnám szubtrópusi és trópusi erdős, bokros, füves területein él. Gyümölcsökkel, magokkal és rovarokkal táplálkozik. Márciustól júliusig költ.

## Alfajok
- S. c. canifrons (Blyth, 1845) – északkelet-India, kelet-Banglades, nyugat-Mianmar;
- S. c. ingrami (Bangs & J. C. Phillips, 1914) – kelet-Mianmar, dél-Kína, északnyugat-Thaiföld, észak-Laosz, északnyugat-Vietnám.

## Fordítás
- Ez a szócikk részben vagy egészben  a   Crested finchbill című angol Wikipédia-szócikk fordításán alapul.  Az eredeti cikk szerkesztőit annak laptörténete sorolja fel. Ez a jelzés csupán a megfogalmazás eredetét és a szerzői jogokat jelzi, nem szolgál a cikkben szereplő információk forrásmegjelöléseként.